# 蠟像

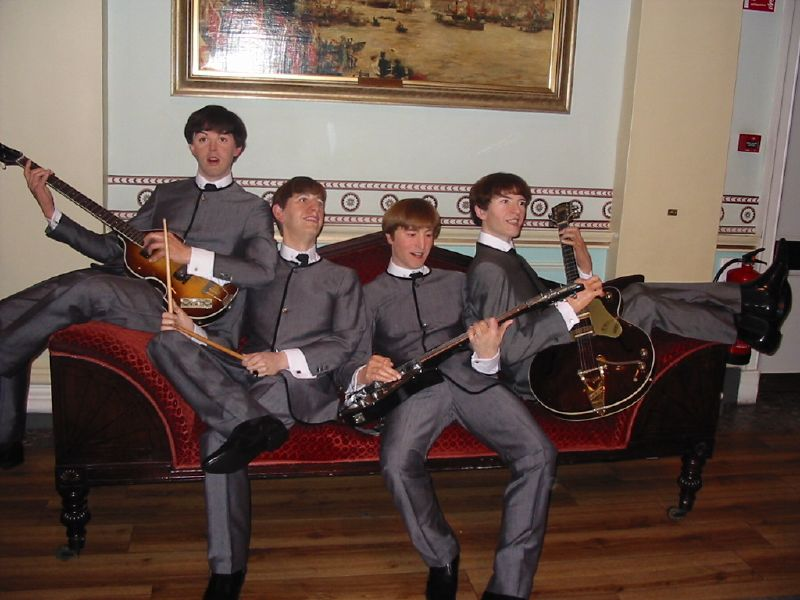
杜莎夫人蠟像館中的披頭四樂隊

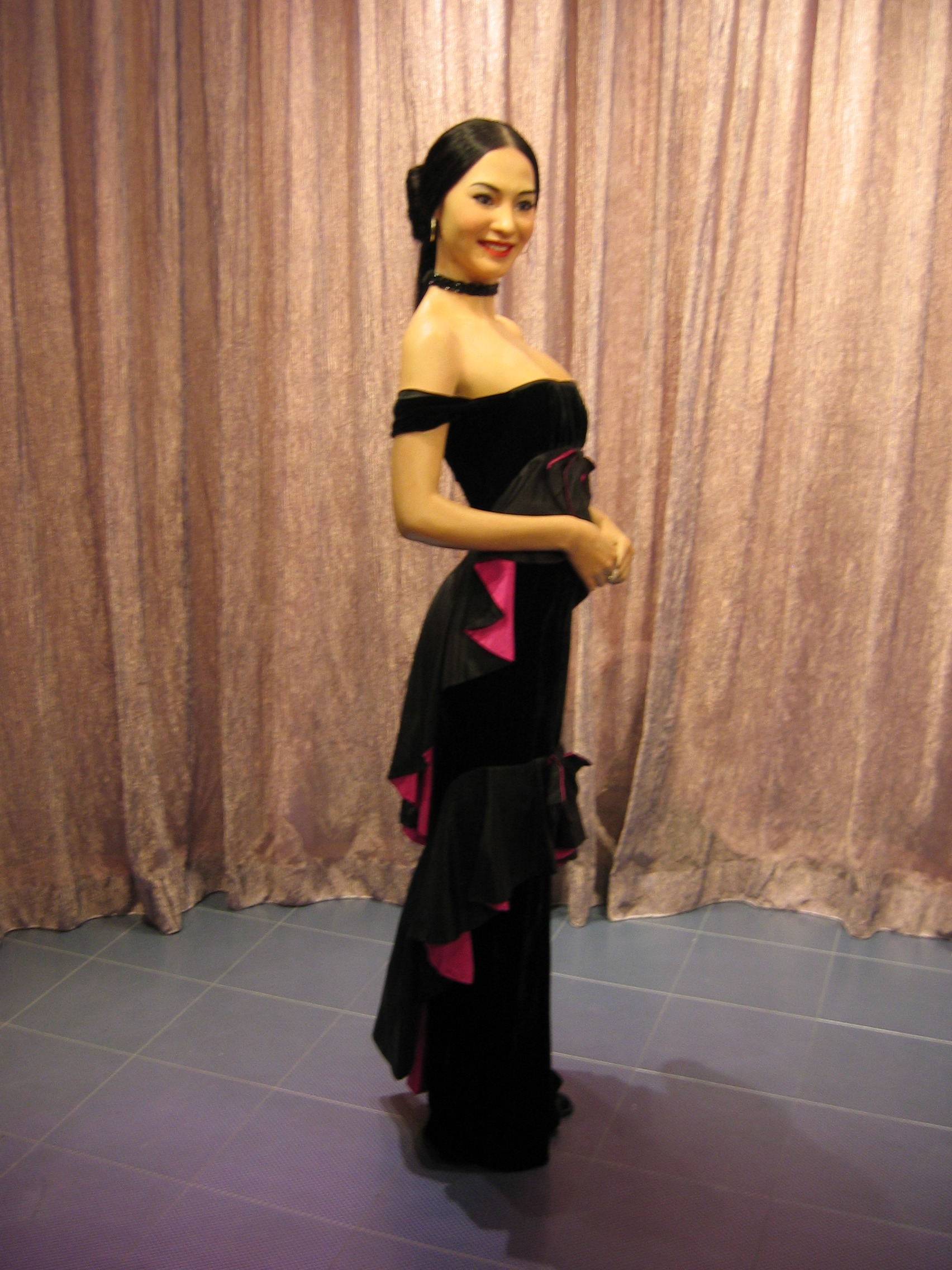
香港杜莎夫人蠟像館中的张柏芝

蜡像是指人們使用蜡质物质制作的人體模型。通常有知名度的人會被製作成蠟像，生人和死人也都會被人製成蠟像。蜂蜡的特性使其成为制作人物模型的绝佳材料。它在室温下很容易被切割和塑形。